# Yūji Funayama
Yūji Funayama (jap. 船山 祐二 Funayama Yūji; ur. 19 stycznia 1985 w Naricie) – japoński piłkarz występujący na pozycji pomocnika.

## Kariera klubowa
Od 2007 do 2016 roku występował w klubach Kashima Antlers, Cerezo Osaka, Montedio Yamagata, Avispa Fukuoka, Army United, Air Force Central i Tokyo Verdy.